# Pterois volitans
Pterois volitans é uma espécie de peixe-leão, conhecida pelo nome comum de peixe-leão-vermelho. É um peixe venenoso natural dos recifes de coral dos oceanos Índico e Pacífico. O peixe-leão vermelho pode, também, ser encontrado no Atlântico ocidental, onde foi introduzido pelo homem.
O Peixe-leão vermelho destaca-se pela listragem vermelha, branca e marrom de sua pele. Possui tentáculos acima dos olhos e abaixo da boca; nadadeiras peitorais curtas e longos espinhos dorsais. Os adultos podem atingir 43 centímetros de comprimento e os mais jovens podem ser menores que 2 centímetros.
Todos os espinhos do peixe-leão vermelho são venenosos, criando perigo para mergulhadores e outros animais marinhos. Apesar não haver nenhum registro de morte devido ao seu veneno, este é extremamente doloroso. Em maio de 2014, um grupo de mergulhadores recreativos avistou um invasor, peixe-leão, adulto em recifes rochosos do sudeste do Brasil.